# Triforij
Triforij je plitvo obokana galerija izvedena v debelini notranje stene in stoji nad glavno cerkveno ladjo. Lahko  se pojavi na ravni zgornjih (nadstropnih) oken, ali pa se nahaja kot ločena stopnji pod zgornjimi okni. Pri tem je lahko zunanja stena steklena namesto kamnita. Triforij včasih napačno imenujejo tribuna. Imenovan tudi slepo nadstropje - triforij izgleda kot vrsta okenskih okvirjev, brez okenskih odprtin.
Slovar slovenskega knjižnega jezika: triforij je hodnik s triforo nad pritličnimi loki cerkvene ladje ali prezbiterij.

## Zgodovina
Izvor izraza ni znan, lahko pa izvira iz latinščine trans - skozi, in foratum - dolgčasen, vrtati, rezati, saj je bil možen prehod iz enega konca stavbe na drugega, kot ga je predlagal Trésor de la langue française. Lahko je tudi izpeljava iz latinske besede tres - tri in foris - vrata, vhod. Oblika trikotnika izhaja iz poševne strehe, kot je razvidno na sliki na desni strani med dvema puščicama. 
Najstarejši primeri triforija so v poganskih bazilikah, kjer triforij predstavljala zgornjo galerijo namenjeno pogovoru in sklepanju poslov. V zgodnjih bazilikah je bil tak prehod običajno rezerviran za ženske, kar je veljalo za vzhodno ortodoksno cerkev. 
V romanskih in gotskih stavbah je bodisi prostorna galerija nad stranskimi ladjami ali preprost prehod v debelini stene. V vsakem primeru je pomemben arhitekturni element v ladji katedrale in cerkve, ter zmanjša občutek višine od tal nadstropja ali ladijske arkade. Njegova manjša višina je pomenila, da je njegov prostor običajno razdeljen na dva loka, ki sta nadalje razdeljena v dva manjša loka in te enote navidezno povečajo obseg spodnje ladje in zgornjih oken. 
Zaradi bogastva oblik in vklesanih kiparskih ornamentov, skulptur v prostoru med lokom in nosilcem, je postal triforij najbolj okrašena značilnost notranjosti cerkve. Triforij v Lincolnu je eden najlepših primerov gotske arhitekture. Celo ko je bil omejen zgolj na prehod, je bil vedno bogato okrašen. V 15. stoletju v cerkvah v Angliji, ko je bila streha nad stransko ladjo razmeroma ravna, so, da bi zagotovili potrebno višino za zgornja okna, triforij v celoti opustili. V velikih katedralah in opatijah je triforij služil osebam, ki so prišle spremljat različne obrede. V prvem obdobju je bil verjetno v uporabi menihov in duhovnikov za delo, povezano s cerkvijo. 
Triforij je lahko služil tudi v konstrukcijske namene, saj je preko lokov in obokov prenašal pritisk iz ladje na zunanjo steno. Ko je bil v gotiki uveden zunanji ločni opornik, je predstavljal pomemben element pri zagotavljanju trdnosti.